# Щупальцевые
Щупальцевые (лат. Tentaculata) — класс гребневиков. Общей чертой представителей является наличие пары длинных, словно опушённых, чувствительных щупалец, которые могут быть покрыты специальной оболочкой с мерцательной поверхностью. У некоторых видов главные щупальца редуцированы, и имеются меньшие щупальца второго порядка. В щупальцах находятся коллобласты — специализированные клетки с липкой оболочкой, которыми гребневики удерживают мелкую добычу.
Форма тела и его размер широко варьируют. В частности, к Tentaculata относятся небольшие овальные гребневики из рода Pleurobrachia, обитающие в Тихом и Атлантическом океанах. Виды рода Mnemiopsis имеют более уплощённую форму, длина их тела составляет около 10 см. Они распространены в верхних слоях Атлантического океана. Эти гребневики имеют большой рот и питаются моллюсками и ракообразными. Кроме того, они обладают способностью к люминесценции. Похожий, но более крупный Leucothea встречается в Тихом океане. Представители рода Cestum имеют уплощённую, лентовидную форму и достигают более 90 см в длину. Они обнаружены в тропических водах.

## Классификация
В класс включают 8 отрядов:
- Отряд Cambojiida
- Отряд Лентообразные гребневики (Cestida)
- Отряд Cryptolobiferida
- Отряд Цидипповые (Cydippida)
- Отряд Ganeshida
- Отряд Лопастеносные (Lobata)
- Отряд Платиктениды (Platyctenida)
- Отряд Thalassocalycida